# Otto Fritsch (Politiker)
Otto Fritsch (* 7. August 1870 in Eckartsberga; † nach 1943) war ein deutscher Gewerkschafter und Politiker (SPD).

## Leben
Otto Fritsch wurde als uneheliches Kind geboren. Nach dem Besuch der Volksschule absolvierte er eine Stickerlehre und arbeitete im Anschluss in der Textilindustrie. Er trat in die SPD ein und betätigte sich von 1891 bis 1904 als Partei- und Gewerkschaftsfunktionär in Görlitz. Von November 1904 bis 1933 wurde er als Bezirksleiter für die Provinz Schlesien beim Deutschen Textilarbeiterverband angestellt. Außerdem war er Mitglied des Kuratoriums des Forschungsinstituts Sorau und seit 1927 Gesellschafter der Liegnitzer Volkszeitung.
Fritsch war von 1911 bis 1928 Stadtverordneter in Liegnitz und dort Mitglied mehrerer örtlicher Ausschüsse. Bei der Reichstagswahl 1912 hatte er erfolglos für ein Mandat zum Reichstag kandidiert. Von 1919 bis 1921 war er Mitglied der Preußischen Landesversammlung und von 1921 bis 1932 als Vertreter des Wahlkreises 8 (Liegnitz) Abgeordneter des Preußischen Landtages.
Nach der Machtübernahme der Nationalsozialisten emigrierte Fritsch im Mai 1933 in die Tschechoslowakei. Er wurde 1936 von der Exil-SPD ausgeschlossen, lebte zeitweise in Wien und hielt sich ab 1941 in Haindorf auf. 1943 verläuft hier seine Spur.